# داور لوورن
داور لوورن (انگلیسی: Davor Lovren؛ زادهٔ ۳ اکتبر ۱۹۹۸) بازیکن فوتبال اهل کرواسی است که برای فورتونا دوسلدورف به عنوان بازیکن قرضی از باشگاه فوتبال دینامو زاگرب بازی می‌کند. او برادر کوچکتر دیان لوورن است.